# Barri de la Vila de Bocairent
El barri de la Vila de Bocairent que constitueix el nucli antic medieval d'aquesta ciutat ocupa la part alta del turó on s'assenta la localitat. El constitueix un entramat de carrers costeruts, retorçats i escalonats que s'adapten un terreny amb forts desnivells en la connexió del cim del turó amb la vessant. Dins d'aquest barri medieval es distingeixen altres barris com el de Sant Joan, el de la Verge d'Agost o el de la Verge dels Desemparats. Com que es troba en molt bon estat de conservació, aquest barri va ser declarat Conjunt Històric Artístic de caràcter Nacional, amb número d'anotació ministerial RI-53-0000189.

## Descripció
Els carrers del barri medieval són estrets i tortuosos, algunes d'ells amb escalinates escarpades i placetes superposades. Moltes de les cases estan assentades a la roca. A la part superior hi ha l'església parroquial de l'Assumpció de la Mare de Déu, en el solar va estar fins a principis del segle xvi el castell. Destaquen els carrers corbes, els carrerons sense sortida i les estructures d'origen islàmic.
L'amplament variada topografia de l'urbs bocairentina genera que les parcel·les que en ella s'ubiquin presenten una diversitat conseqüentment àmplia. Doble orientació (és a dir, habitatge passant) poden tenir els habitatges, els quals altressí poden tenir una sola façana, qüestió aquesta que mantenen una relació de dependència amb la seva posició respecte a la rasant del carrer, segons aquesta es localitzi a més o menys altura que l'esmentat habitatge. De diversos tipus són també les plantes de les cases. Solen distribuir de forma habitual amb la llar-sent la seva posició exacta variable-a la planta baixa, habitacions de dormir a la planta principal i en la part superior es localitza una cabra sota coberta amb petites obertures cap a l'exterior. La coberta és a dues aigües amb teula i una cornisa a la manera de ràfec. Els buits de les façanes són d'una mida que disminueix en augmentar la seva alçada sobre la via pública. Els habitatges tenen entre dues i quatre plantes, sent més freqüent tres amb una gradació d'obertures de porta-balcó-finestra en ordre ascendent. Hi predomina el massís sobre el buit, ja que es tracta de murs molt gruixuts. La fàbrica és de tàpia combinat amb carreus en els cantons que constitueixen un element indicador de la qualitat de la fàbrica del mur.
Les finestres, generalment amb una nul·la ornamentació, es disposen de forma arbitrària, havent molt escasses excepcions a aquesta norma. Les portes són de grans dimensions, excepte en habitatges de caràcter molt popular, amb brancals i llinda recta ambdós de carreus enrasats a la façana. També hi ha exemples amb un tipus d'arc que en l'intradós té la forma d'un semicercle i algun arc rebaixat. Les plataformes que es projecten des de la paret dels edificis, sostingudes per columnes o mènsules, i tancades mitjançant balustrades que apareixen en les primeres plantes són d'escàs vol, realitzades en ferro o en fusta. Les obertures presenten fusteria de fusta de doble fulla, situant-se aquesta a la part interior del buit. Destaquen les cornises de dues volades de maó massís, que de vegades es decoren adoptant forma de punta de diamant.
El carrer Alcalde va ser un dels més importants de l'edat mitjana, fet aquest que es posa de manifest en el nombre de cases senyorials que s'hi localitzen. En aquest mateix carrer trobem una fornícula amb forma de finestra que commemora la predicació de Sant Vicent Ferrer a 1412. L'antiga casa consistorial està a la Placeta de la presó. També es troba en aquesta plaça la "Casa de l'Alcalde" del S. XVI amb un balcó i porta de mòdul castellà, cornisa mudèjar i una finestra partida per un mainell d'influència toscana. Altres carrers presenten un marcat estil àrab.
Hi ha nombroses fonts, la majoria d'elles construïdes al llarg del segle xviii, com la Font de l'escaleta o la del Almaguer. Fins i tot és possible trobar un aljub medieval, excavat a la roca, encara avui utilitzat, per a la canalització del reg de la partida de els Solanetes.
Existia una muralla per defensar la vila, que en el cas de Bocairent no estava present en tot el seu perímetre, sinó només en aquells llocs on l'orografia ho feia necessari. Per accedir al recinte emmurallat existien diverses portes d'accés, l'única que roman en peu és la de la Verge d'Agost, a sobre de la qual se situa l'ermita de la Mare de Déu d'Agost. El Pont de "Darrere la Vila", un dels més importants de l'edat mitjana, al Portal de Sant Blai i el Pòrtic de la "Calçada excusada" servien també per entrar a la vila, tot i que aquests han sofert transformacions.
A l'interior del Barri medieval es van edificar diferents ermites de les que cal assenyalar l'Ermita de la Mare de Déu d'Agost i l'Ermita de Sant Joan Baptista. També hi es pot trobar l'església parroquial de l'Assumpció de Nostra Senyora. Pel que fa als edificis civils caldria assenyalar l'antic Ajuntament i el Museu Arqueològic.